# República Federal de Yugoslavia en la Copa Mundial de Fútbol de 1998
La Selección de la República Federal de Yugoslavia fue una de las 32 participantes en el Mundial de Fútbol de 1998, que se realizó en Francia y en el que los yugoslavos se encuadraron en el grupo F (junto a Irán, Alemania y Estados Unidos).
El conjunto balcánico accedió a las eliminatorias tras cosechar sendas victorias ante iraníes y estadounidense, y un empate frente a Alemania (2-2). Ya en octavos de final, Yugoslavia quedó apeada del torneo al perder contra Países Bajos por 2 a 1.

## Clasificación

### Grupo 6
| Equipo             | Pts | PJ | PG | PE | PP | GF | GC | Dif |
| ------------------ | --- | -- | -- | -- | -- | -- | -- | --- |
| España             | 26  | 10 | 8  | 2  | 0  | 26 | 6  | 20  |
| R.F. de Yugoslavia | 23  | 10 | 7  | 2  | 1  | 29 | 7  | 22  |
| República Checa    | 16  | 10 | 5  | 1  | 4  | 16 | 6  | 10  |
| Eslovaquia         | 16  | 10 | 5  | 1  | 4  | 18 | 14 | 4   |
| Islas Feroe        | 6   | 10 | 2  | 0  | 8  | 10 | 31 | -21 |
| Malta              | 0   | 10 | 0  | 0  | 10 | 2  | 37 | -35 |

| Fecha                    | Lugar      | Partido            | Partido | Partido | Partido | Partido            |
| ------------------------ | ---------- | ------------------ | ------- | ------- | ------- | ------------------ |
| 24 de abril de 1996      | Belgrado   | R.F. de Yugoslavia |         | 3:1     |         | Islas Feroe        |
| 2 de junio de 1996       | Belgrado   | R.F. de Yugoslavia |         | 6:0     |         | Malta              |
| 6 de octubre de 1996     | Toftir     | Islas Feroe        |         | 1:8     |         | R.F. de Yugoslavia |
| 10 de noviembre de 1996  | Belgrado   | R.F. de Yugoslavia |         | 1:0     |         | República Checa    |
| 14 de diciembre de 1996  | Valencia   | España             |         | 2:0     |         | R.F. de Yugoslavia |
| 2 de abril de 1997       | Praga      | República Checa    |         | 1:2     |         | R.F. de Yugoslavia |
| 30 de abril de 1997      | Belgrado   | R.F. de Yugoslavia |         | 1:1     |         | España             |
| 8 de junio de 1997       | Belgrado   | R.F. de Yugoslavia |         | 2:0     |         | Eslovaquia         |
| 10 de septiembre de 1997 | Bratislava | Eslovaquia         |         | 1:1     |         | R.F. de Yugoslavia |
| 11 de octubre de 1997    | La Valeta  | Malta              |         | 0:5     |         | R.F. de Yugoslavia |

### Segunda Ronda
| Equipo 1 | Agr. | Equipo 2      | Ida | Vuelta |
| -------- | ---- | ------------- | --- | ------ |
| Hungría  | 1–12 | RF Yugoslavia | 1–7 | 0–5    |

## Jugadores
| #     | Nombre               | Posición      | Club                      |
| ----- | -------------------- | ------------- | ------------------------- |
| 1     | Ivica Kralj          | Portero       | Partizan Belgrado         |
| 2     | Zoran Mirković       | Defensa       | Atalanta                  |
| 3     | Goran Djorović       | Defensa       | Celta de Vigo             |
| 4     | Slavisa Jokanović    | Mediocampista | Tenerife                  |
| 5     | Miroslav Djukić      | Defensa       | Valencia                  |
| 6     | Branko Brnović       | Defensa       | Espanyol                  |
| 7     | Vladimir Jugović     | Mediocampista | Lazio                     |
| 8     | Dejan Savicević      | Mediocampista | Milán                     |
| 9     | Predrag Mijatović    | Delantero     | Real Madrid               |
| 10    | Dragan Cherchill     | Mediocampista | Nagoya Grampus            |
| 11    | Siniša Mihajlović †  | Defensa       | Lazio                     |
| 12    | Dragoje Leković      | Portero       | Sporting de Guijón        |
| 13    | Slobodan Komljenović | Defensa       | Duisburgo                 |
| 14    | Nisa Saveljic        | Defensa       | Bordeaux                  |
| 15    | Ljubinko Drulović    | Mediocampista | Porto                     |
| 16    | Željko Petrović      | Mediocampista | Urawa Red Diamonds        |
| 17    | Savo Milosević       | Delantero     | Aston Villa               |
| 18    | Dejan Govedarica     | Mediocampista | Lecce                     |
| 19    | Miroslav Stević      | Mediocampista | 1860 Múnich               |
| 20    | Dejan Stanković      | Mediocampista | Estrella Roja de Belgrado |
| 21    | Perica Ognjenović    | Delantero     | Estrella Roja de Belgrado |
| 22    | Darko Kovacević      | Delantero     | Real Sociedad             |
| D. T. | Slobodan Santrač †   |               |                           |

## Participación

### Grupo F
| Equipo           | Pts | PJ | PG | PE | PP | GF | GC | Dif |
| ---------------- | --- | -- | -- | -- | -- | -- | -- | --- |
| Alemania         | 7   | 3  | 2  | 1  | 0  | 6  | 2  | 4   |
| RF de Yugoslavia | 7   | 3  | 2  | 1  | 0  | 4  | 2  | 2   |
| Irán             | 3   | 3  | 1  | 0  | 2  | 2  | 4  | -2  |
| Estados Unidos   | 0   | 3  | 0  | 0  | 3  | 1  | 5  | -4  |

| 14 de junio de 1998, 17:30 | RF Yugoslavia  | 1:0 (0:0) | Irán | Stade Geoffroy-Guichard, Saint-Étienne                                    |                                                                           |
|                            | Mihajlović 73' | Reporte   |      | Asistencia: 30.600 espectadores Árbitro(s): Alberto Tejada Noriega (Perú) | Asistencia: 30.600 espectadores Árbitro(s): Alberto Tejada Noriega (Perú) |

| 21 de junio de 1998, 14:30 | Alemania                             | 2:2 (0:1) | RF Yugoslavia                 | Stade Félix Bollaert, Lens                                                 |                                                                            |
|                            | Mihajlović 72' (a.g.) · Bierhoff 78' | Reporte   | Mijatović 13' · Stojković 52' | Asistencia: 38.100 espectadores Árbitro(s): Kim Milton Nielsen (Dinamarca) | Asistencia: 38.100 espectadores Árbitro(s): Kim Milton Nielsen (Dinamarca) |

| 25 de junio de 1998 | Estados Unidos | 0:1 (0:1) | RF Yugoslavia  | Stade de la Beaujoire, Nantes                                       |                                                                     |
|                     |                | Reporte   | Komljenović 3' | Asistencia: 35.500 espectadores Árbitro(s): Gamal Ghandour (Egipto) | Asistencia: 35.500 espectadores Árbitro(s): Gamal Ghandour (Egipto) |

### Octavos de final
| 29 de junio de 1998, 21:00 | Países Bajos                | 2:1 (1:0) | RF Yugoslavia   | Stade de Toulouse, Toulouse                                                   |                                                                               |
|                            | Bergkamp 38' · Davids 90+2' | Reporte   | Komljenović 48' | Asistencia: 33.500 espectadores Árbitro(s): José María García Aranda (España) | Asistencia: 33.500 espectadores Árbitro(s): José María García Aranda (España) |